# Anke Behmer
Anke Behmer   (Stavenhagen, 5 de juny de 1961), anteriorment Vater (Stavenhagen, Mecklenburg-Vorpommern, 5 de juny de 1961) és una atleta retirada. Va competir representant l'Alemanya oriental, principalment en heptatló.
Va guanyar la medalla de bronze per a l'Alemanya de l'Est als Jocs Olímpics de 1988 celebrats a Seül, Corea del Sud, amb un rècord personal de 6858 punts. Aquest resultat la situa la quarta entre les heptatletes alemanyes, darrere de Sabine Braun, Sabine Paetz i Ramona Neubert.